# خريف القلب (مسلسل)
خريف القلب، مسلسل تلفزيوني سعودي مُقتبس من المسلسل التركي عشق ودموع عرض في 27 أكتوبر 2024 إخراج سيردال بينما النص من تأليف علاء حمزة. من بطولة إبراهيم الحربي وعبد المحسن النمر وإلهام علي. قامتا بدور شوق وأمل الممثلات ميرال مصطفى وجود السفياني. وشهد المسلسل دخول المغنية أروى لمجال التمثيل بأداءها شخصية لطيفة.

## قصة العمل
ينكشف سرٌّ قديم في إطار درامي إثر حادث سير مروّع، يُكشف خلاله سر قبل سبعة عشر عامًا لحظة ولادة الطفلتين في المستشفى.

## الممثلون
- إبراهيم الحربي (راجح).
- عبد المحسن النمر (راشد).
- إلهام علي (نهلة).
- هند محمد (جواهر).
- مروة محمد (ناهد).
- لبنى عبد العزيز الخالدي (فرح).
- أروى (لطيفة).
- ميرال مصطفى (شوق).
- جود السفياني (أمل).
- فيصل الزهراني (سفر).
- تركي الشدادي (مشاري).
- فيصل الدوخي (حمود).
- محمد شامان (أحمد).
- فاطمة الشريف (منى).
- سارة الجابر (أم أحمد).
- سعيد صالح (سعد).
- عجيبة الدوسري (أمينة).
- مهيرة عبد العزيز (إيلاف).
- روان الطويرقي (رحاب).
- نذير غليون (ماجد).
- آلاء سالم (نُسيبة).
- سلطان المقبالي (جابر).
- روان الخالد (راوية).
- عبيد الودعاني (منصور).
- فتون الجارالله (شمس).